# Рагозин, Евгений Иванович
Евгений Иванович Рагозин (18 [30] ноября 1835, Москва — 28 мая [10] июня 1906, Санкт-Петербург) — русский экономист, общественный деятель, статистик, публицист, редактор-издатель газеты «Неделя».

## Биография
В 1857 году окончил Демидовский лицей в Ярославле.
Был близок к демократическим кругам. В 1860-х годах состоял членом тайного революционного общества «Земля и воля», в конце 1860-х годов, находясь за границей сблизился с А. И. Герценом и Н. П. Огарёвым. После возвращении в Россию с 1871 до середины 1880-х годов находился под полицейским надзором.
Позже перешёл на либеральные позиции.
С начала 1870-х годов состоял членом комитета «Общества для содействия русской торговле и промышленности». Ежегодно выступал с докладами по экономическим вопросам.
С 1893 г. — секретарь «Постоянной совещательной конторы железозаводчиков». Организатор сбора статистических сведений о производстве в России чугуна, железа и стали и полугодых изданий ведомостей по этому вопросу, широко используемых правительственнымие органами Российской империи.
Писал статьи по экономическим вопросам. В 1880—1890-х годах сотрудничал с рядом российских газет и журналов: «Санкт-Петербургские ведомости», «Голос», «Дело», «Русское обозрение», «Исторический вестник» и другими. Помещал статьи и доклады в периодическом издании «Труды Императорского Вольного Экономического Общества» и специальном приложении к «Горному журналу» под названием «Извлечения из протоколов собраний Общества горных инженеров».
В 1872—1874 годах — один из редакторов-издателей еженедельной литературно-политической газеты «Неделя».
Автор экономических исследований:
- История табака и системы налога на него в Европе и Америке (1871),
- О табачной монополии (1887)
- Путешествие по русским городам (1890)
- Бунт среди раскольников в Сибири (1893)
- Железо и уголь на юге России (1895) и др.

Совершил ряд поездок по Югу России и Сибири.

### Семья
Происхождение из дворян Московской губернии. Младший брат общественного деятеля, предпринимателя Виктора Рагозина.
Супруга — ? Их дочь Любовь, её сын Дмитрий (1914—2003), русский и советский учёный и педагог.